# Луїс Рікардо Реєс
Луїс Рікардо Реєс Морено (ісп. Luis Ricardo Reyes Moreno, нар. 3 квітня 1991, Монтеррей, Мексика) — мексиканський футболіст, захисник клубу «Америка».

## Клубна кар'єра
Народився 3 квітня 1991 року в місті Монтеррей. Вихованець футбольної школи клубу «Атлас», яка і стала його першою професійною командою. Однак дебютував дорослому футболі виступами за команду клубу «Куртідорес», куди відправився в оренду. За «Куртідорес» провів 15 матчів чемпіонату. Будучи захисником проявив неабиякі бомбардирські якості, маючи середню результативність на рівні 0,67 голу за гру першості.
Того ж 2014 року відправився у іншу оренду, цього разу до клубу «Лорос Удек», за який відіграв 10 матчів.
Протягом 2015-2016 років також на правах оренди виступав за клуби «Альтаміра» та «Тампіко». Більшість часу, проведеного у складі цих команд, був основним гравцем захисту команди.
До складу клубу «Атлас» повернувся 2016 року та одразу забронював за собою місце у стартовому складі. Відіграв за команду з Гвадалахари 52 матчі в національному чемпіонаті.
У травні 2018 року перейшов до складу «Америки».

## Виступи за збірну
8 лютого 2017 року дебютував у складі національної збірної Мексики у матчі проти Ісландії. Наразі провів у формі головної команди країни 4 матчі.
У складі збірної був учасником розіграшу Кубка конфедерацій 2017 у Росії.